# Calle de la Compañía (Salamanca)
La calle de la Compañía de Salamanca es una vía peatonal situada en el centro histórico de la ciudad.
Recibe su nombre de la Compañía de Jesús, que en el siglo XVII se asentó en el Colegio del Espíritu Santo ubicado en dicha calle. 
Destaca por su patrimonio arquitectónico, ya que en dicha calle se encuentran la Casa de las Conchas, la Clerecía (antiguo colegio jesuita y actual sede de la Universidad Pontificia de Salamanca), la iglesia de San Benito, el Convento de la Madre de Dios y el Convento de las Agustinas; la calle desemboca en la plaza de las Agustinas, donde, además del citado convento, se encuentra el Palacio de Monterrey.
La calle cuenta con gran animación debido al tránsito de turistas y estudiantes. En Semana Santa son muchas las cofradías que transitan por esta vía de la que dijo Unamuno: 

La ciudad de Salamanca, y en ella muy especialmente, la calle llamada de la Compañía, parece un escenario secular, en piedra de oro, para las representaciones anuales del Drama de la Pasión y Acción de Nuestro Señor, que es el fondo de la historia que no pasa sino queda. En estas representaciones se han re-creado generaciones de salmantinos.
Miguel de Unamuno